# Ungerns historia

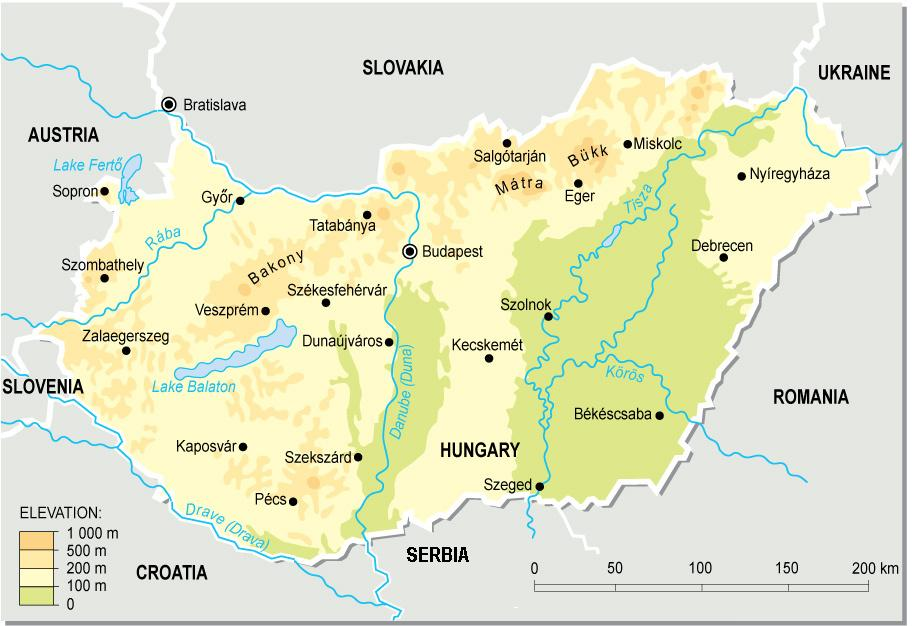

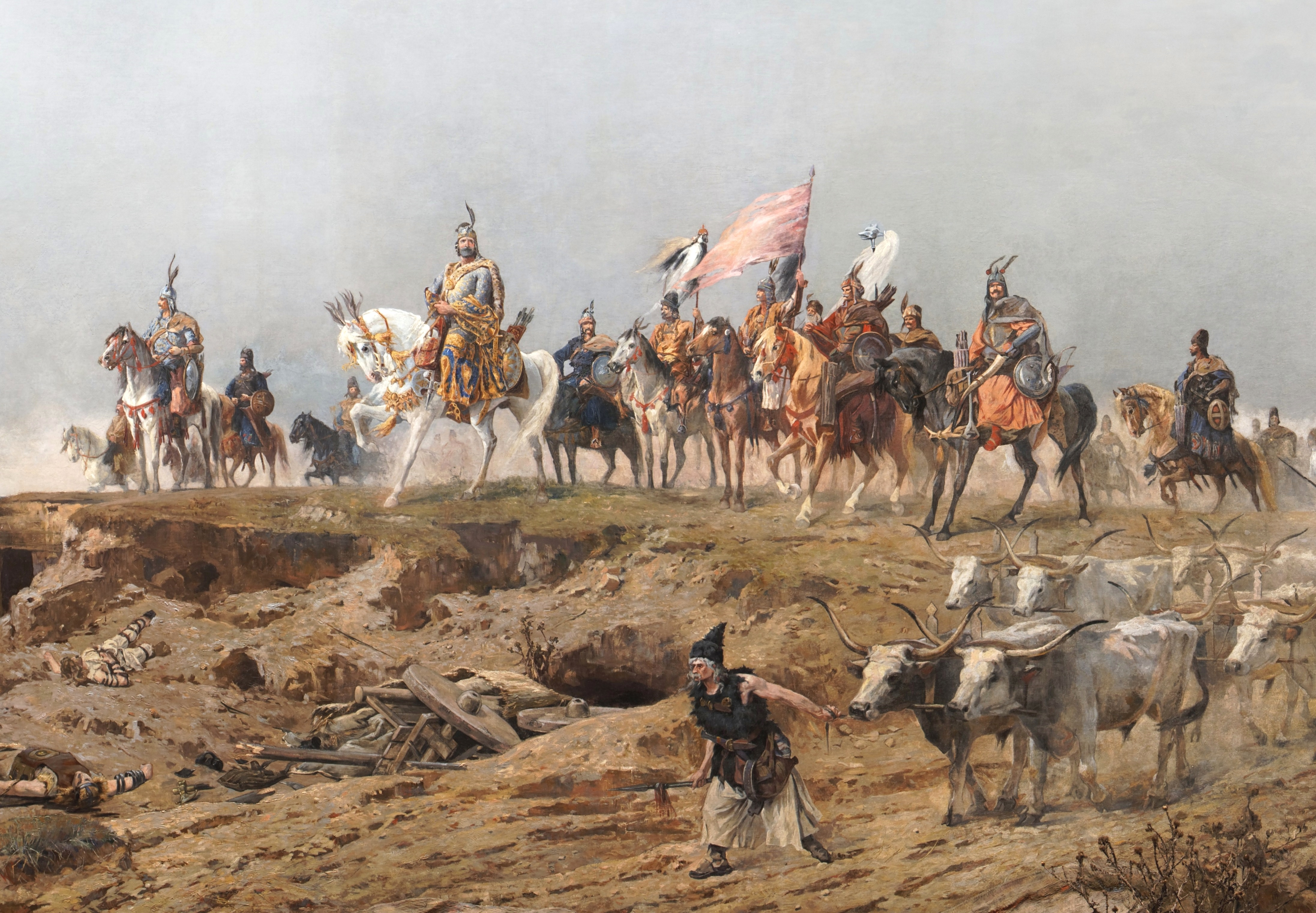
Prins Árpád korsar Karpaterna 896, detalj från panoramamålningen Magyarernas ankomst från 1892.

Ungerns historia går åtminstone tillbaka till 800-talet, då de nomadiserande magyarerna invaderade det pannoniska bäckenet runt Donaus mellersta lopp. Deras bosättning i området etablerade den nya nationen Ungern.

## Historik

### Ursprung och medeltid
I slutet av 800-talet vandrade magyariska stammar under Árpád västerut från nuvarande Ryssland. Några av dessa stammar bosatte sig på slätten mellan Duna (Donau) och Tisza (ungerska erövringen av Pannoniska bäckenet). Furst Géza, som var den förste av Árpáddynastin som lät sig kristnas, hade redan under 900-talets slut, genom att öppna landet för kristna missionärer, lagt grunden för en ungersk kristen statsbildning, men hans son Vajk, senare Stefan I, kom att fullborda enandet av landet. Stefan begärde av påven Sylvester II en krona och han kröntes i Székesfehérvár julhelgen år 1000 eller möjligen 1001. Stefan, som visar sig vara en mycket kraftfull konung, vägrade svära lojalitet mot den tysk-romerske kejsaren och slog även ned dennes angrepp på Ungern år 1030. Därmed försäkrades Ungerns fortsatta självständiga existens i Europa. Vidare påbjöd Stefan att var tionde by skulle uppföra en kyrka, samt bjöd in ytterligare missionärer till landet. Stefan förlänades därmed av påven titeln apostolisk konung och fick rätten att bära det apostoliska dubbelkorset i sitt vapen. Stefan dog 1038 och kanoniserades 1083, som kyrkans första helgon som inte kom att dö martyrdöden. 
Stefans efterträdare, Peter I, var son till Stefans syster och en venetianare och var själv född i Venedig. Han gjorde anfall på de tyska gränslanden utan att den tyske kejsaren Henrik III, som var upptagen av andra strider, förmådde hindra det. Men redan 1041 dukade han under för en sammansvärjning och ersattes av en annan medlem i Árpáddynastin, Samuel Aba. Peter flydde nu till Henrik III, som år 1042 framträngde segrande in i Ungern och insatte en tredje Árpád som hertig av Ungern. Men när Henrik med huvudhären återvände till Tyskland blev hans skyddsling förjagad av Aba. Kejsaren företog då ett nytt fälttåg 1043 och fråntog ungrarna landet till Leitha och Morava och förenade det varaktigt med tyska riket. Området befolkades hastigt med tyska nybyggare.
Under ett tredje fälttåg uppsatte kejsar Henrik III den fördrivne kung Peter I på Ungerns tron och lät honom svära trohetsed som vasall. Men snart störtades åter kungen av Andreas I, som under omväxlande underhandlingar och strider höll sig oberoende av den tyske kungen. Även kejsar Henrik IV försökte förgäves bevara länshögheten, trots att då åter två pretendenter kämpade om Ungerns krona, av vilka den ene var gift med en syster till kejsaren. Påven Gregorius VII begagnade denna oreda till att försöka göra Ungern till ett påvligt län. Än hotade han med himlens vrede, än uppmanade han Ungerns kung att genom underkastelse under Rom "förvandla apostlarna till dina gäldenärer". Men ungrarna lät sig inte förledas. Just denna tävlan mellan kejsaren och påven att bringa ungrarna i beroende gjorde det lättare för dem att trots inre strider försvara sin oavhängighet.
Kroatien förenades med Ungern genom personalunion 1102. Mongolerna (tatarerna) invaderade Ungern 1241, men lämnade snart landet på grund av inre stridigheter. Ungern lämnades som ett härjat och plundrat land. Konung Béla IV bad därför företrädesvis tyska invandrare att slå sig ner i det efter tatarinvasionen mer eller mindre avfolkade landet. Rikets storhetstid inföll på 1300- och 1400-talen. Den ungerska Árpáddynastin dog ut i och med konung Andreas III 1301 och härefter regerades Ungern tillsammans med Polen genom personalunion av huset Anjou och Jagiełło. Den ende ungerske konungen under denna period var Matthias Corvinus (Mátyás Hunyadi, son till János Hunyadi) och under hans regeringstid (1458–1490) blomstrade landet, inte minst kulturellt.

### Ockupation och tredelning av riket
Det framträngande Osmanska riket besegrade ungrarna 1526 vid slaget vid Mohács. Här delades landet i tre delar: kungliga Ungern (det övre Ungern, ungefär nuvarande Slovakien och en del av nordvästra Ungern) styrdes som en provins av habsburgarna, Transsylvanien blev en självständig provins styrd av ungerska furstar men under turkisk insyn, samt resterande, södra och mellersta delarna under direkt osmanskt styre. Den kungliga ungerska administrationen evakuerades från Buda och flyttades till Pozsony, nuvarande Bratislava. Här, nära Wien, i "Stora Kröningskyrkan" kröntes elva kungar och åtta drottningar. 
Sedan osmanerna besegrats av Österrike 1697 upprättades Ungern åter, nu i en personalunion med Österrike. Furst Rákóczi ledde ett uppror mot Habsburgarna 1703–1711.

### Revolution och frihetskrig
I mars 1848 bröt en revolution ut mot det österrikiska herraväldet, lett av Lajos Kossuth. Inspirerad av nationalskalden Sándor Petőfi krävde ungrarna total frihet från österrikiskt herravälde. Då österrikarna även möttes av revolution i Wien tillmötesgick den kejserliga administrationen ungrarnas krav. Men då revolutionen krossades i Wien tvingades den begåvningshandikappade österrikiske kejsaren Ferdinand I att abdikera till förmån för Franz Joseph och ungrarnas krav skulle snart glömmas i Wien. 
Detta ledde till frihetskriget där ungrarna besegrade den österrikiska hären vid Pákozd (september 1848) samt vid Isaszeg (april 1849). Då katastrofen nalkades österrikarna tillkallade Franz Joseph den ryske tsaren som ockuperade Ungern och krossade den ungerska revolutionen. Lajos Kossuth tvingades i exil men 13 medlemmar av revolutionsledningen avrättades i Arad (nuvarande Rumänien) på order av Julius Freiherr von Haynau. Ungern styrdes därefter hårdhänt av Wienadministrationen.

### Österrike-Ungern

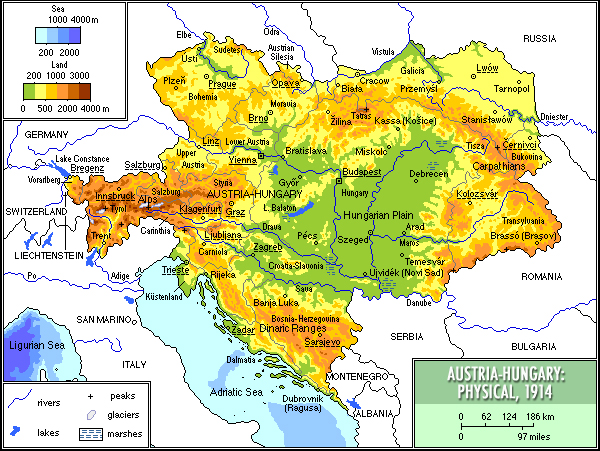
Karta över Österrike-Ungern 1914.

Efter det österrikiska nederlaget i det så kallade "brödrakriget" mot Preussen 1866 utnyttjade den ungerska ledningen det österrikiska underläget i syfte att återställa landets integritet och uppnå en jämställd ställning gentemot Österrike. I och med 1867 års Ausgleich ("utjämning", eller kompromiss) bildades slutligen dubbelmonarkin Österrike-Ungern och den ungerska staten tilläts bilda ett självständigt parlament. Nu uppstod två distinkta "rikshälfter", den kejserligt österrikiska samt den konungsligt ungerska (med den allestädes närvarande beteckningen K. und K.). Gemensam administration i form av kejsare, utrikes- och försvarsministerium bibehölls dock i Wien. Ungern återgick till 1848 års konstitution och Frans Josef kunde nu under fredligare omständigheter krönas till ungersk kung.

### Två världskrig

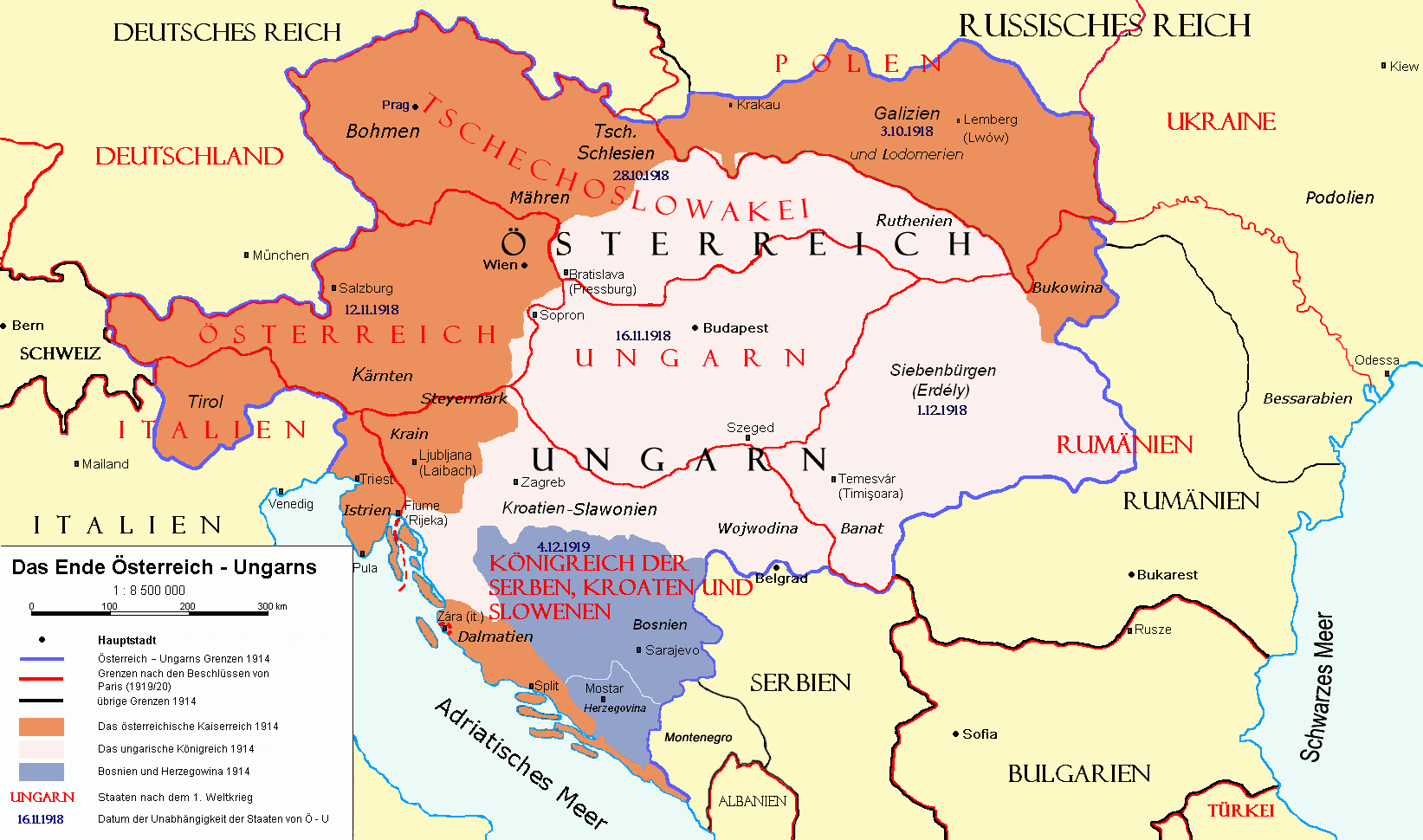
Karta över Österrike-Ungerns upplösning. Teckenförklaring: Brunt område = Kejsardömet Österrike 1914, Rosa område = Kungariket Ungern 1914, Blått område = Bosnien-Herzegovina 1914, Grå gränslinje = Österrike-Ungern 1914, Röd gränslinje = nya gränser efter 1920, Svarta linjer = övriga gränser, Nationsnamn med röda bokstäver = Stater efter första världskriget, Siffror i blått = Datum för staternas självständighet.

Då Österrike drog ut i krig 1914 drogs även den ungerska "rikshälften" ut i krig. Efter centralmakternas nederlag i första världskriget upplöste segermakterna den österrikisk-ungerska dubbelmonarkin 1918. Den för det ungerska konungariket separata freden undertecknades på slottet Grand Trianon, Versailles den 4 juni 1920. Vid Trianonfördraget 1920 hamnade mer än två tredjedelar (71,5 %) av det historiska Ungern i Rumänien, Tjeckoslovakien, Jugoslavien och Österrike. Detta fick till följd att stora etniska ungerska grupper kom att hamna som minoriteter i de nya grannländerna. Den ungerska politiken präglades efter kriget av stark irrendentism och revisionism. Det nationella trauma som följde Trianonfreden drev den ungerska politiken mot ett enda mål; att återbörda de förlorade territorierna. 
Efter första världskriget uppstod ett mycket kortlivat demokratiskt styre, men kommunisten Béla Kun tog makten och utropade Ungern till socialistisk rådsrepublik och gjorde även försök att värna landets territorium. Folkrepubliken krossades dock när rumänska styrkor intog Budapest den 1 augusti 1919. Den rumänska ockupationen av Ungern omöjliggjorde ungerska protester mot Trianonfördraget i Versailles och den för Ungern bittra freden var ett faktum. 1920 återskapades kungadöme utan kung med amiral Miklós Horthy som riksföreståndare. 

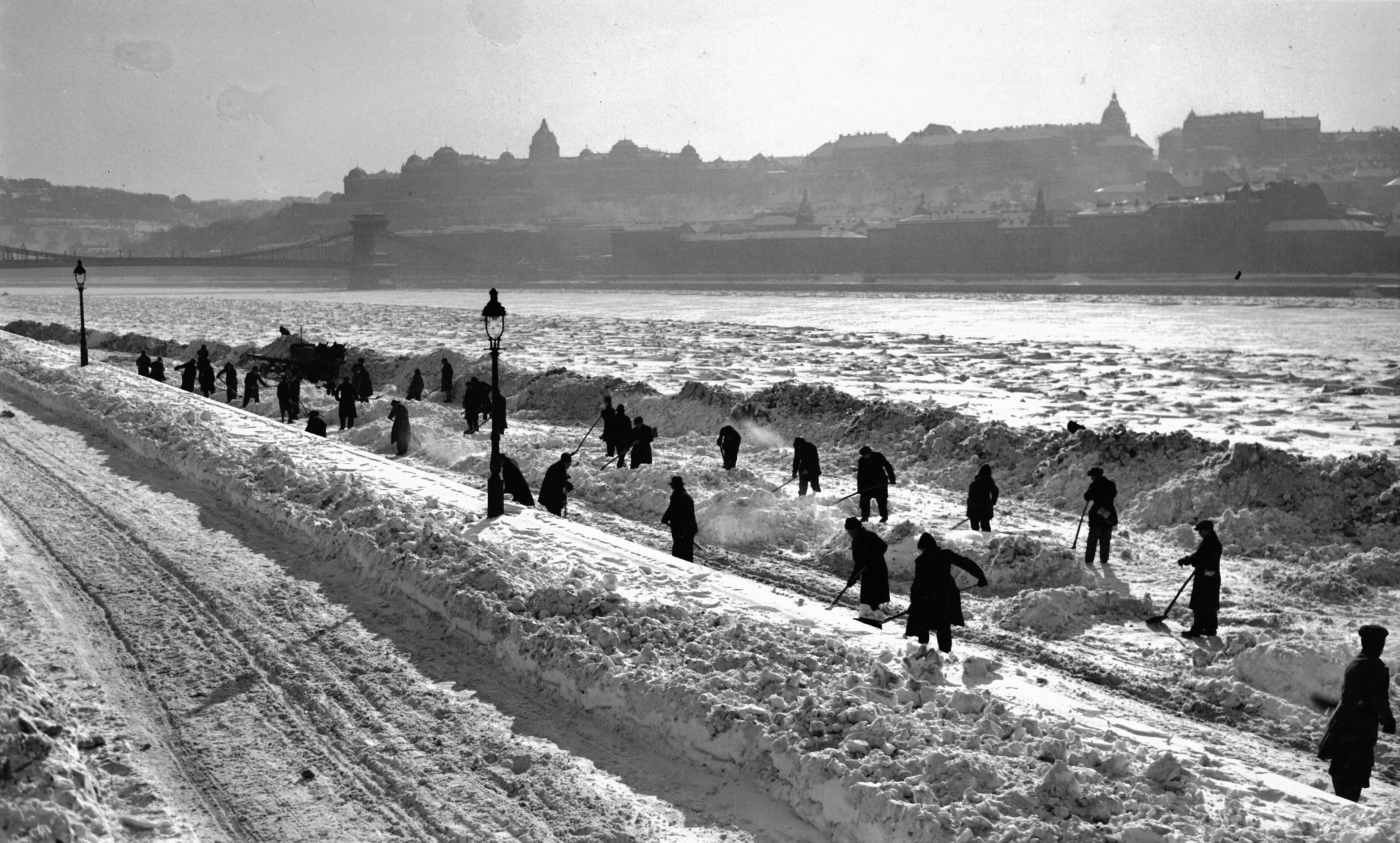
Snöskottning vid Donaus strand i Budapest, vintern 1942.

Ungern deltog i andra världskriget på axelmakternas sida. Vintern 1944/1945 besatte sovjetiska trupper landet. Horthy ledde Ungern till 1944 då han ersattes av fascisten, "pilkorsaren" Ferenc Szálasi. Se vidare artikeln Förintelsen i Ungern.

### Folkrepublik
Vid valet 1945 fick Oberoende småbrukarpartiet 57 procent av rösterna medan kommunisterna fick 17 procent, men den verkliga makten låg i kommunisternas händer, vilka hade den sovjetiska ockupationsmaktens stöd. Den Moskvatrogne kommunisten Mátyás Rákosi blev vice premiärminister, men snart utrensade och utmanövrerade han de andra politikerna. Efter valet 1947 ändrade kommunisterna också konstitutionen så att landet blev en folkrepublik. Kommunistpartiet styrde sedan Ungern fram till 1989. 
Den 28 december 1948 förstatligades alla företag och kommunisterna hade full kontroll över landet. Säkerhetspolisen ÁVO/ÁVH inledde massarresteringar och tortyr. Efter Stalins död 1953 utnämndes Imre Nagy av Kremlledningen som premiärminister. Nagy försökte reformera kommunistpartiet men motarbetades av Rákosi som kom tillbaka till makten 1955.
Ungernrevolten riktad mot kommunisterna och sovjetdominansen startade 23 oktober 1956. Reformkommunisten Imre Nagy anslöt sig till revolutionärerna och bildade en flerpartiregering som försökte förhandla fram landets oberoende från Sovjetunionen och slutligen även utträde ur Warszawapakten. Den 4 november anföll sovjetstyrkorna med full kraft och kvävde upproret. János Kádár utnämndes av Kremlledningen till partiledare, och det politiska klimatet förbättrades något. Under slutet av 1950-talet och under 1960-talet, efter avstaliniseringen, lättade förtrycket något med bland annat försoning med den katolska kyrkan 1964. Ungern hade mer än något annat land inom östblocket öppnat för en något friare marknadsekonomi och kulturella förbindelser med väst.

### Demokrati och Tredje ungerska republiken

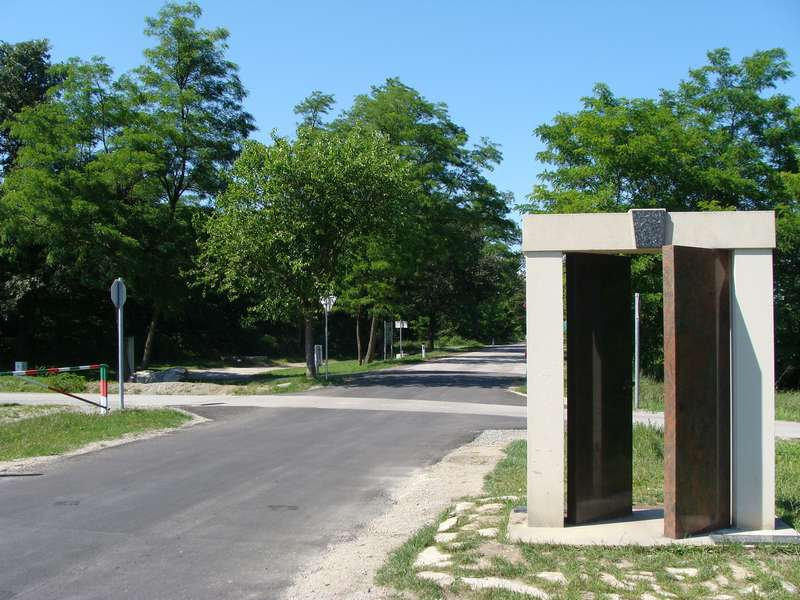
Gränsövergången mellan Ungern och Österrike vid staden Sopron. Till höger ett minnesmärke över den Paneuropeiska picknicken.

Ungerns kommunistiska regering undergrävde DDR genom att, den 19 augusti 1989 under den så kallade Paneuropeiska picknicken vid gränsstaden Sopron, tillåta DDR-medborgare ta sig över den ungerska gränsen till väst. Efter det kommunistiska styrets fall i Östeuropa deklarerade Mátyás Szűrös Tredje ungerska republiken på årsdagen av folkresningen 1956.
De första fria demokratiska valen hölls 1990. Landet anslöt sig till Nato 1999 och till Europeiska unionen den 1 maj 2004.
Högerpartiet Fidesz har styrt Ungern sedan 2010. Premiärminister Viktor Orbáns regering har genomfört den mest radikala samhällsförändringen i Europa sedan kommunistregimernas fall 1989. Regeringen kritiseras av omvärlden, inhemsk opposition och aktivister för att inskränka demokratiska rättigheter och utöva politisk styrning över statliga institutioner, utbildning och rättsväsende.

## Ungerns historia i årtal
- ca. 896 Ungrarnas intåg över Karpaterna
- 973 Fred mellan ungrare och tyskromerska riket, kristnandet påbörjas.
- 1000 Stefan I krönas med den "Heliga Kronan".
- efter 1001 Stefan I tvingar ungrarna att acceptera den nya ordningen.
- 1083 Stefan I helgonförklaras.
- 1222 Andreas II proklamerar den "gyllene bullan", Ungerns motsvarighet till Magna Charta
- 1241 Tatarerna under Batu khan besegrar ungrarna i slaget vid Muhi.
- 1301 Kungliga ätten Árpád utslocknar och ersätts på Ungerns tron av huset Anjou.
- 1433 Sigmund av Luxembourg, Ungerns kung, blir tyskromersk kejsare.
- 1458-1490 Den ungerska monarkin når sin höjdpunkt under kung Mattias Corvinus.
- 1526 Efter förlust vid slaget vid Mohács har Ungern fallit för Osmanska riket.
- 1541 Buda intas av turkarna. Ungern är delat i tre.
- 1586 Vid ett möte i Torda i Transsylvanien enas ungrarna om religionsfrihet
- 1686 Buda återerövras av Österrike.
- 1689 Habsburgarna kastar ut osmanerna från Ungern, och ungrarna tvingas erkänna habsburgarnas rätt till den ungerska tronen.
- 1785 Träldomen avskaffas.
- 1844 Ungerskan blir officiellt språk.
- 1848-1849 Lajos Kossuth leder ett uppror mot österrikarna.
- 1867 "Ausgleich", den österrikisk-ungerska dubbelmonarkin skapas.
- 1918 Österrike-Ungern är på den förlorande sidan i världskriget, landet styckas upp.
- 1919 Béla Kun utropar Kommunistiska sovjetrepubliken Ungern
- 1920, mars, Miklós Horthy väljs till riksföreståndare.
- 1920, juni, freden i Trianon.
- 1944, mars , tyskarna ockuperar landet.
- 1944, oktober, Horthy ersätts vid makten av den fascistiska  Ferenc Szálasi. Judedeportationerna börjar.
- 1944, december, nationalförsamling samlas i östra, redan sovjetkontrollerade delen av landet och förklarar krig mot gamle bundsförvanten Tyskland.
- 1946 Folkrepubliken Ungern utropas. Fria val hålls 4 november som vinns av Småbrukarpartiet (55%), medan kommunisterna fick 17%.
- 1948 Kommunisterna tar full kontroll över landet. Säkerhetspolisen ÁVO/ÁVH inleder massarresteringar och tortyr.
- 1953 Imre Nagy är premiärminister.
- 1955 Rákosi avsätter Nagy.
- 1956 Ungernrevolten riktad mot kommunisterna och sovjetiska kontrollen startar 23 oktober. Reformkommunisten Imre Nagy ansluter sig.
- 1958 Imre Nagy och hans närmaste avrättas i hemlighet av ryssarna.
- 1968 Liberalisering av ekonomin, "gulaschkommunism".
- 1989, februari, kommunistpartiets centralkommitté beslutar att införa flerpartisystem.
- 1989, oktober, den provisoriska presidenten utropar republiken Ungern.
- 1999, Ungern blir medlem i Nato
- 2004, maj, Ungern går med i EU.
- 2010, maj, högerpartiet Fidesz och  Premiärminister Viktor Orbán tar makten